# Аустрин, Антон Анджевич
Антон Анджевич Аустрин (Аустриньш) (латыш. Antons Austriņš; 19 (31) января 1884, с. Кайкаши Вецпиебалгской волости Венденского уезда Лифляндской губернии Российской империи — 17 апреля 1934, Рига) — латышский писатель, поэт, переводчик и журналист; революционер.

## Биография
Из крестьян. Основное образование получил в Вецпиебалге. Окончил учительскую семинарию в Риге, затем учился в земской семинарии в Санкт-Петербурге.
Участник русской революции 1905 года. В январе 1905 года принял участие в массовой демонстрации в Риге. В результате перестрелки с полицией получил тяжёлое ранение ноги. После подавления восстания по обвинению в совершении политического убийства несколько месяцев провёл в тюрьме.
Сумел бежать и добраться до Финляндии, где скрывался под чужим именем. Около 1909 года прятался в Латгалии. До Февральской революции в России находился на нелегальном положении.
Впечатления этого периода его жизни нашли отклик в сборнике «Māras zeme».
В 1919 году, после победы Советской власти в Латвии, работал в Отделе искусств народного комиссариата просвещения Латвийской советской республики.
После восстановления независимости в Латвии занимался литературным трудом. В 1920—1923 годах сотрудничал с рядом газет.

## Творчество
Автор около 20 книг и многочисленных переводов.
Первые сборники стихов «Вчерашний день» («Vakardiena», 1907) и другие и рассказов «Испольщики и коробейники» («Pušelnieki up suselnieki», 1909) и другие были идейно противоречивы. Автор преодолел декадентские настроения и вошёл в историю латышской литературы как реалист, изображавший в своих стихах и рассказах, главным образом, сельскую жизнь.
Ему принадлежит автобиографический роман «Длинная миля» («Garā jūdze», 1926), воспоминания детства «Паренёк» («Puiškans», 1930), несколько сборников рассказов и стихов. С особой любовью Аустрин описывал свой родной край.

## Избранные произведения
Сборники поэзии
- Vakardiena (1907)
- Mākoņu gaita (1909)
- Klusuma gaviles (1921)
- Saules grieži (1923)
- Sakasnis (1923)
- Dzīves burvība (1925)
- Vēriens (1928)

Проза
- Māras zemē (1919)
- Vērpetē (1920)
- Nopūtas vējā (1920)
- Garā jūdze (роман в 3 томах, 1926—1935)
- Puiškans (1931)
- Bez izkārtnes (1934)

## Награды
- Орден Трёх звёзд

## Память
На его родине открыт мемориальный музей Антона Аустриньша «Кайкаши», в котором представлены различные экспонаты и предметы сельского быта, связанные с жизнью писателя (также написанные им сборники и книги).